# Münchweiler an der Alsenz

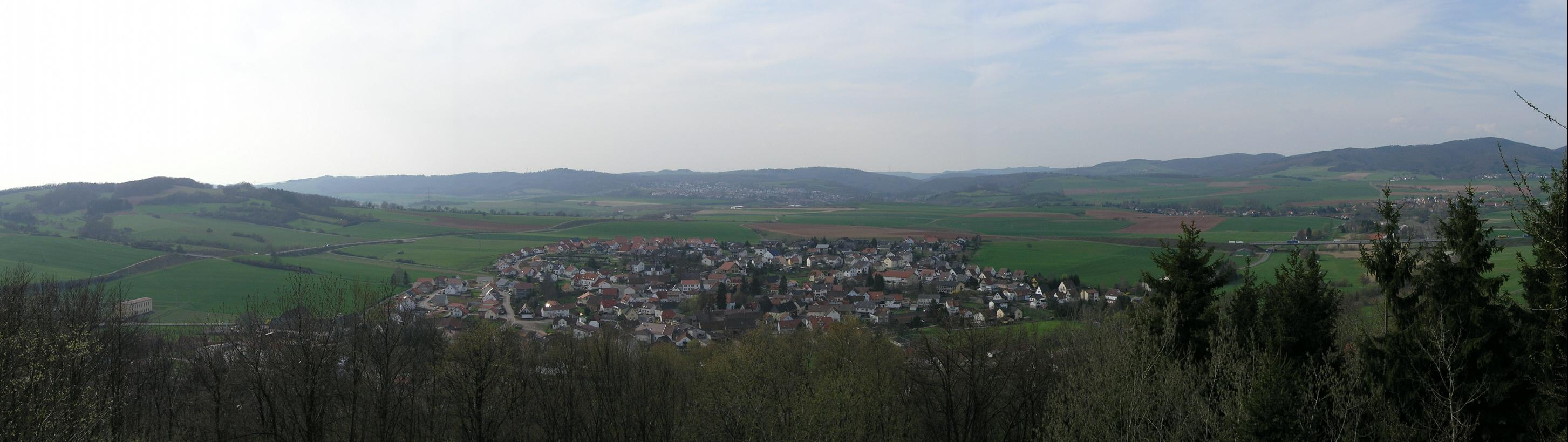
Panoramaansicht von Münchweiler

Münchweiler an der Alsenz ist eine Ortsgemeinde im Donnersbergkreis in Rheinland-Pfalz. Sie gehört der Verbandsgemeinde Winnweiler an, innerhalb derer sie hinsichtlich der Zahl der Einwohner die zweitgrößte Ortsgemeinde darstellt.

## Geographie

### Lage
Die Gemeinde Münchweiler an der Alsenz liegt am Übergangsbereich vom Pfälzerwald und Nordpfälzer Bergland umgeben von Wald, Feldern und Wiesen. Zu Münchweiler gehören zusätzlich die Wohnplätze Kuhwiese, Neumühle und Ziegelhütte.

### Erhebungen und Gewässer
Unmittelbar südöstlich des Siedlungsgebiets erstreckt sich der Hohlstein.
Durch die Gemeinde fließt die Alsenz. Im südlichen Teil der Gemarkung nimmt sie von links den Neumühlenbach und innerhalb der Bebauung den Münchweiler Bach auf.

## Geschichte

### Mittelalter
Die erste urkundliche Erwähnung des Dorfes Münchweiler erfolgt im Jahre 1019, als durch den Mainzer Erzstift Zehntrechte und Bann aus umliegenden Ortschaften der Kirche des Heiligen Bothadus in „Minchwillare“ zugeteilt werden. Bereits 891 wurde in einer Urkunde des Wormser Bischofs über einen Landtausch ein „Kloster des Gerhard“ genannt, welches die Keimzelle des späteren kleinen Dorfes „Munihhowilari“, Siedlung der Mönche, darstellt. Im frühen Mittelalter bildete Münchweiler bis zum Dreißigjährigen Krieg zusammen mit den kleinen Ortschaften Baudweiler (nach dem Dreißigjährigen Krieg nicht mehr besiedelt und nicht mehr erwähnt; gelegen im Tal der heutigen Kreisstraße von der B 48 in Richtung Sembach) und Gonbach (nicht gleichbedeutend mit dem heutigen Gonbach; vor 1600 als Niedergonbach oder Garrenbach in unmittelbarer Nähe des heutigen Langmeil gelegen) „ein Gericht“, d. h. einen Gemeindeverband, der im Besitz zweier Grundherrschaften war, des Abtes von Hornbach und der Grafen von Leiningen.

### Neuzeit
In der Folgezeit wechselten die Herrschaftsverhältnisse durch die Übergabe als Lehen der Leininger an die Inhaber der Herrschaft Neuhemsbach über die Randecker (15. Jahrhundert) an die Flörsheimer (bis 1655). Gleichzeitig hat das Kloster Hornbach die jeweiligen Ritter als Vögte seiner Rechte und seines Besitzes bestellt. Durch die Reformation verlor das Kloster seine Rechte und Besitzungen an Herzog Wolfgang von Zweibrücken, den Schirmvogt des Klosters Hornbach. Dieser tauschte sie gegen andere Ländereien mit dem „Herren von Neuhemsbach“, Tibertius Bechtolf von Flörsheim, ein. Nach 1655 scheinen die Grafen von Leiningen-Westerburg wieder selbst die Herrschaft übernommen zu haben, da die beiden Dörfer 1705 als Mitgift an Graf Ferdinand Andreas von Wiser fielen, dessen Ehegattin eine Tochter des Grafen Philipp Ludwig von Leiningen war. Die Grafen von Wiser, welche in Schloss Wiser zu Hirschberg an der Bergstraße, bei Mannheim residierten, blieben die Herren bis zum Übergang der linksrheinischen deutschen Gebiete an Frankreich.
Von 1798 bis 1814 war Münchweiler unter französischer Herrschaft als Mairie Münchweiler, die auch die Gemeinden Sippersfeld, Neuhemsbach und Gonbach umfasste, Teil des Département du Mont-Tonnerre mit der Hauptstadt Mainz, dem Arrondissement Kaiserslautern und dem Kanton Winnweiler. Infolge des Wiener Kongresses gehörte der Ort 1815 zunächst zu Osterreich. Ein Jahr später wurde er Bayern zugeschlagen. Von 1818 bis 1862 war Münchweiler Bestandteil des Landkommissariats Kaiserslautern, das anschließend in ein Bezirksamt umgewandelt wurde. 1832 stellten Teilnehmer des Hambacher Festes aus dem Ort nach der Rückkehr von diesem in Münchweiler einen Freiheitsbaum auf. Am 1. Dezember 1900 wechselte die Gemeinde in das neu geschaffene Bezirksamt Rockenhausen.
Ab 1939 war die Gemeinde Bestandteil des Landkreises Rockenhausen. Nach dem Zweiten Weltkrieg wurde der Ort innerhalb der Französischen Besatzungszone Teil des damals neu gebildeten Landes Rheinland-Pfalz. 1961 hatte die Gemeinde insgesamt 892 Einwohner. Im Zuge der ersten rheinland-pfälzischen Verwaltungsreform wechselte Münchweiler am 7. Juni 1969 zusammen mit den meisten anderen Orten des Kreises in den neu geschaffenen Donnersbergkreis. Drei Jahre später wurde der Ort Teil der Verbandsgemeinde Winnweiler.

### Ortsname
Im Laufe der Jahrhunderte war die Schreibweise des Ortsnamens – offensichtlich je nach Kenntnissen des Verfassers – ständigen Veränderungen unterlegen, ohne jedoch den Bezug zu den Gründermönchen zu verlieren: ab 891 ging es über Munihhowilari, Minchwillare, Mönchwyller, Menchwiller, mynchwyller, Minchweiler hin zum heutigen Ortsnamen.

## Religion
Die im Ort lebenden Juden wurden in Winnweiler begraben. Am 22. Oktober 1940 wurden die in Münchweiler wohnenden Juden im Zuge der Wagner-Bürckel-Aktion deportiert.

## Politik

### Gemeinderat
Der Gemeinderat in Münchweiler besteht aus 16 Ratsmitgliedern, die bei der Kommunalwahl am 9. Juni 2024 in einer personalisierten Verhältniswahl gewählt wurden, und der ehrenamtlichen Ortsbürgermeisterin als Vorsitzender.
Die Sitzverteilung im Gemeinderat:
| Wahl | SPD | CDU | Gesamt   |
| ---- | --- | --- | -------- |
| 2024 | 9   | 7   | 16 Sitze |
| 2019 | 10  | 6   | 16 Sitze |
| 2014 | 10  | 6   | 16 Sitze |
| 2009 | 10  | 6   | 16 Sitze |
| 2004 | 10  | 6   | 16 Sitze |

### Bürgermeister
Tanja Dautermann (SPD) wurde am 30. August 2024 Ortsbürgermeisterin von Münchweiler. Bei der Direktwahl am 9. Juni 2024 war sie bei einem Mitbewerber zur Nachfolgerin von Christoph Stumpf (SPD) gewählt worden. Christoph Stumpf hat nach 25 Jahren als Ortsbürgermeister nicht mehr kandidiert.

### Wappen
| Wappen von Münchweiler an der Alsenz | Blasonierung: „In Blau ein silbernes Lamm, Gold bewehrt und mit goldenem Nimbus, mit dem erhobenen linken Vorderlauf eine goldene Kreuzstange haltend, daran eine silberne Flagge mit rotem Balkenkreuz.“ |
| Wappen von Münchweiler an der Alsenz | Wappenbegründung: Das Dorfwappen zeigt das Lamm Gottes, es erinnert an das alte Ortsgericht unter Führung eines Schultheißen und später eines Rentmeisters zur Erhebung der Steuern, welches aus dem ehemaligen Gerichtssiegel hervorging, das nachweislich schon in den Jahren 1670 und 1686 im Gebrauch war. |

## Kultur und Sehenswürdigkeiten

### Bauwerke
Kulturdenkmäler

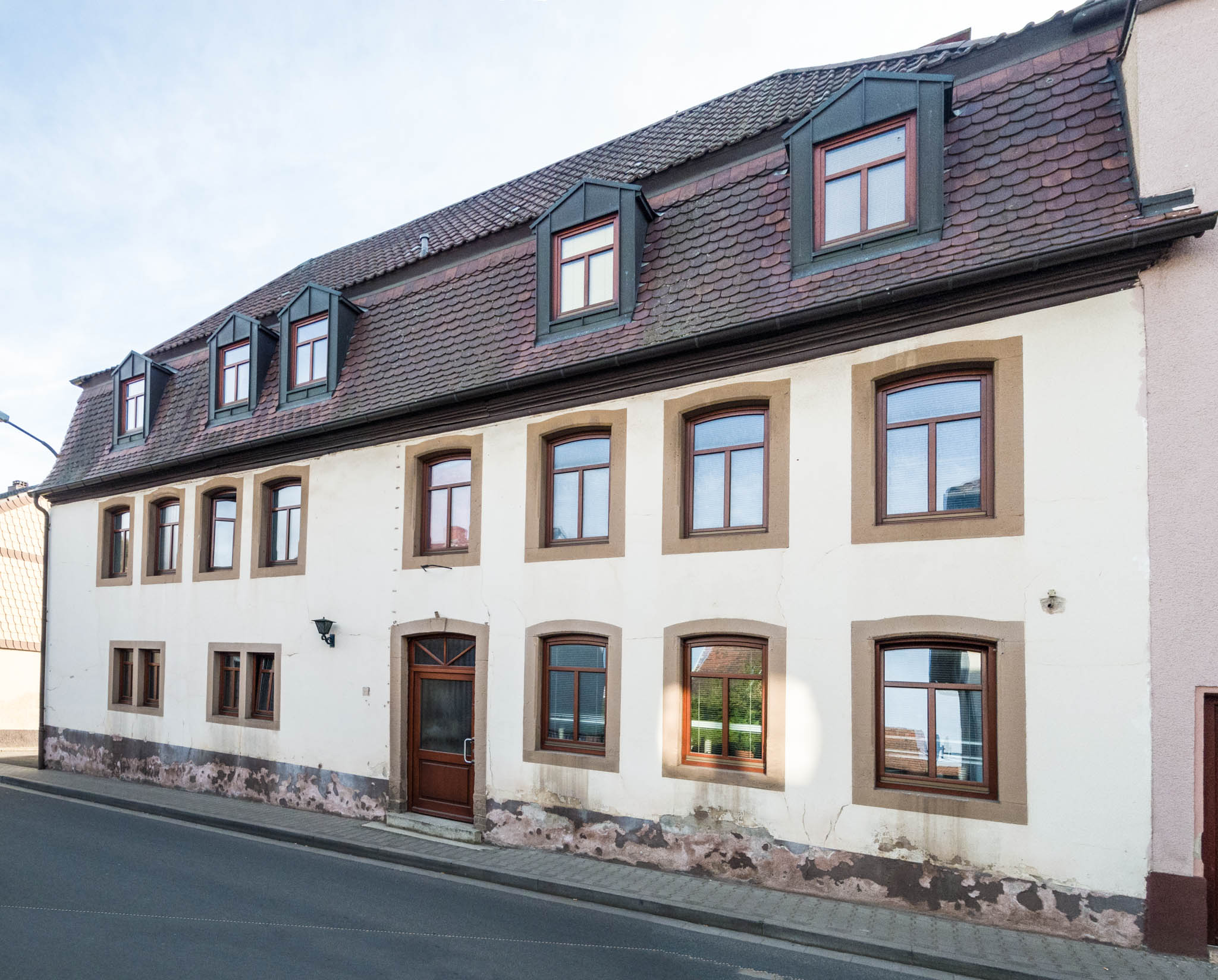
Ehemalige Synagoge, 2014

Vor Ort existieren insgesamt drei Objekte, die unter Denkmalschutz stehen, darunter die ehemalige Synagoge.
Museum
Das Rundfunkmuseum Münchweiler zeigt die Geschichte des Rundfunks in seinen Abläufen mit vielen bildlichen, schriftlichen und akustischen Informationen. Der Verein hat es sich zur Aufgabe gemacht, Exponate fachgerecht zu restaurieren und einer breiten Öffentlichkeit im Museum zugänglich zu machen.

### Natur
Innerhalb der Gemeindegemarkung befinden sich insgesamt vier Naturdenkmale.

## Wirtschaft und Infrastruktur

### Verkehr
Der Ort verfügt seit 1999 über einen Haltepunkt der Alsenztalbahn, die den Großraum Kaiserslautern über Bad Kreuznach und Bingen mit der rheinland-pfälzischen Landeshauptstadt Mainz verbindet und somit das gesamte Rhein-Main-Gebiet leicht erreichbar (bis zur direkten Erreichbarkeit des Flughafens Frankfurt per Bahn) macht. Zuvor war der Bahnhof Langmeil (Pfalz) der nächstgelegene Bahnhof, der aus diesem Grund in den ersten Jahrzehnten seines Bestehens Langmeil-Münchweiler hieß.
Durch das Gemeindegebiet führt die als Umgehungsstraße ausgebaute Bundesstraße 48. Seit dem 15. Oktober 2004 ist der Ort über die Ausfahrt Winnweiler an die A 63 angebunden. Dadurch ist Kaiserslautern in weniger als zehn Minuten und Mainz in etwa einer halben Stunde Erreichbar.

### Tourismus

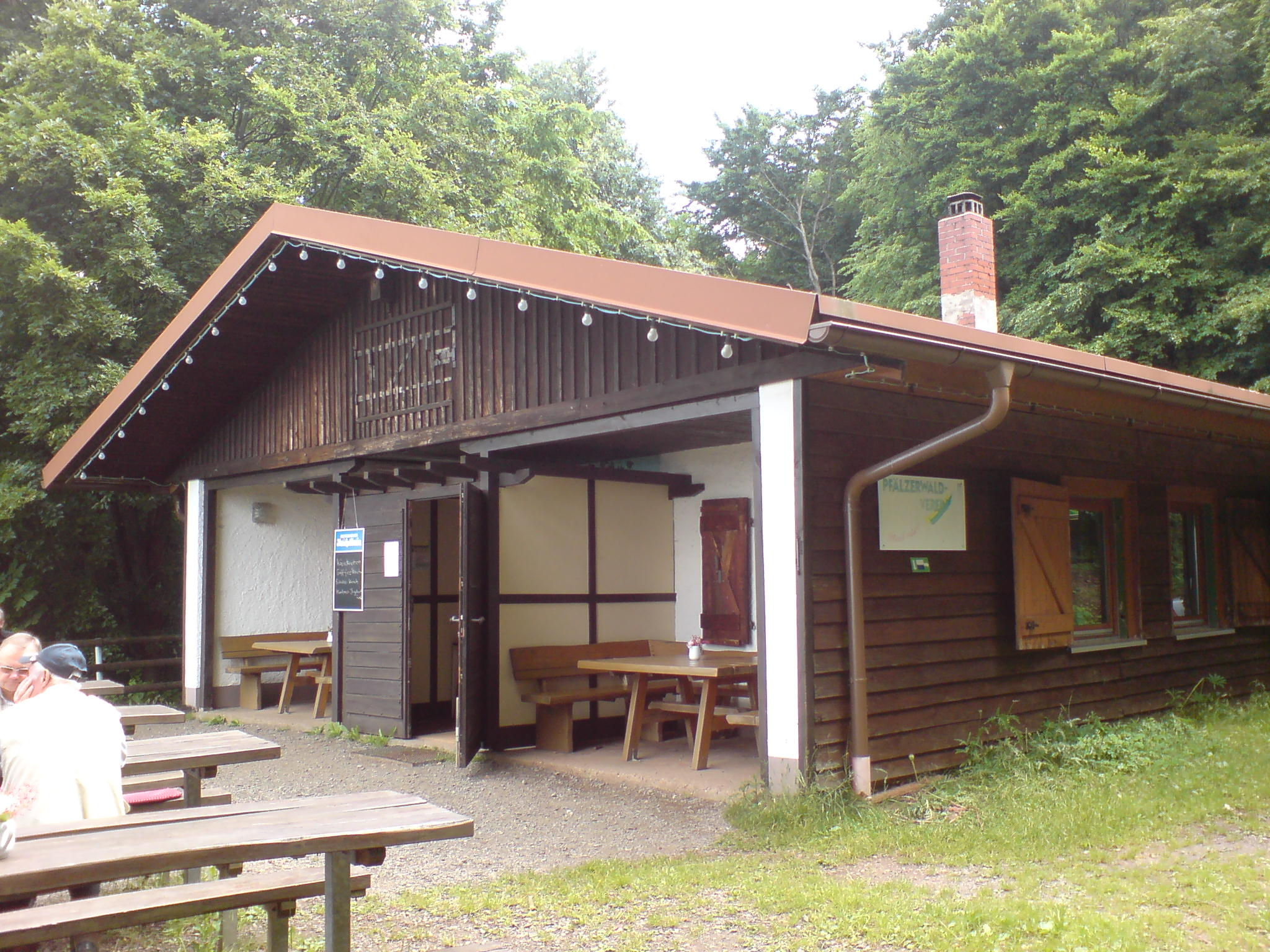
Die Hohlsteinhütte des Pfälzerwald-Vereins Münchweiler.

Die Gemeinde unternimmt große Anstrengungen, das Erscheinungsbild des Ortes ansehnlicher und attraktiver zu gestalten, z. B. durch Neugestaltung des Ortskernes und durch Straßenbauarbeiten in den älteren Ortsbereichen. Die Erschließung zweier Neubaugebiete in den letzten Jahren führte nicht nur zu einer Steigerung der Einwohnerzahl; durch eine entsprechende Gestaltung der öffentlichen Verkehrsflächen wurde auch ein wesentlicher Beitrag zur Dorfverschönerung geleistet.
Der südliche Donnersbergkreis ist durch sein gut ausgebautes Wander- und Wegenetz sowie eine umfassende Beschilderung gut für Wandertouren aller Art (auch Nordic Walking, Radtouren oder Planwagenfahrten) geeignet; hier fügt sich Münchweiler ein. Auf dem Hohlstein betreibt der örtliche Pfälzerwaldverein die bei Wanderern stark frequentierte Hohlsteinhütte.
Drei unterschiedliche Themenwanderwege haben entweder in Münchweiler ihren Ausgangspunkt oder führen durch den Ort:
- Donnersberger Bauernpfad
- Dr. Straßburg Kneipp-Wanderweg
- Walderlebnispfad der Lehr- und Versuchsanstalt für Viehhaltung LVAV Neumühle.

Mitten durch das Siedlungsgebiet verläuft ein Wanderweg, der mit einem grün-gelben Balken markiert ist. Zudem ist Münchweiler südlicher Ausgangspunkt des Alsenz-Radwegs, darüber hinaus führte der Große Westpfalz-Wanderweg durch das Gebiet der Ortsgemeinde.

### Bildungseinrichtungen
- Kindergarten
- Grundschule Astrid Lindgren bis Klassenstufe 4
- Die zum Bezirksverband Pfalz gehörende Lehr- und Versuchsanstalt für Viehhaltung (LVAV) Hofgut Neumühle ist seit ihrer Gründung im Jahr 1951 zuständig für die Aus- und Fortbildung in der landwirtschaftlichen Tierhaltung in Rheinland-Pfalz und im Saarland. Seit 2003 ist das Hofgut Neumühle des Bezirksverbands Pfalz in das Dienstleistungszentrum ländlicher Raum (DLR) Westpfalz integriert und für die überbetriebliche Erst- sowie Meisterausbildung in den Bereichen Milchkühe, Rinderaufzucht, Schafe und Schweine zuständig. Zu ihren Aufgaben gehören außerdem die Fort- und Weiterbildung in der Tierproduktion, ferner das praxisnahe Versuchswesen in den Bereichen Milchkühe, Rinderaufzucht und Schafe sowie die Verbraucherbildung durch Vermittlung landwirtschaftlicher Zusammenhänge.[9]

### Amerikanische Anlagen
Die zur Sembach Air Base gehörenden südlich Münchweilers und nördlich Sembachs gelegenen Wohnanlagen – die sogenannte „Housing-Area“ – der Heuberg-Siedlung wurden von der US Air Force weitergenutzt und in Sembach Annex umbenannt.
Am 1. Oktober 2010 wurde die Sembach Annex von der US Air Force an die US Army übertragen, welche diese in „Sembach Kaserne“ umbenannte und nach wie vor als Kaserne nutzt.
Seit 2022 ist Sembach Basis eines neu aufgestellten Brigade-Hauptquartiers der bodengestützten Flugabwehrtruppe. Hierzu wurde die 52nd Air Defense Artillery Brigade reaktiviert.

## Persönlichkeiten

### Söhne und Töchter der Gemeinde
- Bernhard Felsenthal (1822–1908), US-amerikanischer Rabbiner

### Personen, die vor Ort gewirkt haben
- Georg Heinrich Weber, 1792/93 Mitglied des Rheinisch-Deutschen Nationalkonvents
- Emil Müller (1864–1918), evangelischer Pfarrer, übernahm 1908 die örtliche Pfarrei und starb zehn Jahre später vor Ort